# 7383 Лашшовські
7383 Лашшовські (7383 Lassovszky) — астероїд головного поясу, відкритий 30 вересня 1981 року.
Тіссеранів параметр щодо Юпітера — 3,489.